# Avenida Simón Bolívar (Santiago de Chile)
La Avenida Simón Bolívar corresponde a una calle que atraviesa de poniente a oriente las comunas de Ñuñoa y La Reina en Santiago de Chile. Empieza en la Avenida Manuel Montt de Ñuñoa y termina en la avenida Valenzuela Llanos, en el sector oriente de La Reina, cerca del Hospital Militar de Santiago y frente al Campo Militar La Reina y la Academia Politécnica Militar y Academia de Guerradel Ejército de Chile. De sentido único de poniente a oriente desde su inicio, cambia a bidireccionalidad en la Avenida Vicente Pérez Rosales. Está nombrada en honor al libertador Simón Bolívar.
En esta avenida se encuentra el Hospital de Carabineros y el Cinepolis La Reina. En el número 8630 se situaba la Brigada Lautaro, la unidad de asesinatos y desapariciones de la DINA.
En la zona de la avenida que se encuentra dentro de la comuna de Ñuñoa (entre Avenida Manuel Montt y Avenida Ossa), presenta una ciclovía.

## Intersecciones
Algunas avenidas importantes que atraviesa de poniente a oriente:
- Avenida Manuel Montt
- Avenida Antonio Varas
- Avenida Pedro de Valdivia
- Avenida Chile España
- Avenida Presidente Battle y Ordóñez
- Avenida Ossa
- Avenida Tobalaba (incluyendo el Canal San Carlos).
- Monseñor Edwards
- Vicente Pérez Rosales
- Valenzuela Llanos